# Matúš Paukner
Matúš Paukner (Nyitra, 1991. június 20. –) szlovák labdarúgó, jelenleg az osztrák Neusiedl am See játékosa.

## Pályafutása
A Nitra csapatánál kezdte pályafutását. 2011 márciusában debütált a szlovák első osztályban az FK Dubnica elleni mérkőzésen, a 82. percben állt be Matúš Mikuš helyére.
A 2013 telén kölcsönadták az Partizán Bardejovnak. 2014 januárjában ismét kölcsönadták, ezúttal a TJ Bősnek.
Kölcsönszerződése lejárta után visszatért az Nitrához, amely azóta már kiesett a szlovák másodosztályba. Első szezonjában a szlovák másodosztályban 32 mérkőzésen 21 gólt szerzett. A következő szezonban a téli szünetig 17 mérkőzésen 17 gólt szerzett.
Ezt követően 2016 januárjában, 2 és fél éves szerződést kötött a Békéscsabával. Fél évet játszott magyarországon, majd visszatért Szlovákiába, a Spartak Trnava csapatához. Összesen két alkalommal lépett pályára a bajnokságban. A 2017-es téli átigazolási szezonban a szlovák másodosztályú Sereďhez igazolt.
A 2017–18-as szezon kezdetén az osztrák Hornhoz igazolt. A szezon végén a Hornnal feljutott az osztrák másodosztályba. 31 mérkőzésen 22 gólt szerzett az idényben. A 2018–19-es szezon végén elhagyta a Horn csapatát, és az Wiener Neustadthoz szerződött. 17 alkalommal lépett pályára a Wiener Neustadt színeiben, és tizenkét gólt szerzett.
A 2020. július 1-jén a bajnoki rivális ASK-BSC Bruck/Leitha csapatához igazolt. 2023 januárjában a ligán belül váltott csapatot, és az Neusiedl am See-hez írt alá.

## Sikerei, díjai

### Klubcsapattal
SV Horn
- Osztrák Regionalliga Kelet bajnok: 2017–2018

### Egyéni sikerek
- Szlovák másodosztály gólkirály (21 gól): 2014–2015
- Osztrák Regionalliga Kelet gólkirály (24 gól): 2021–2022